# 2,3-二氢麦角酸二乙酰胺
2,3-二氢麦角酸二乙酰胺（2,3-二氢LSD，化学式：C20H27N3O）是麦角酰胺类化合物中的一种迷幻药物，它是同构的麦角酸二乙酰胺（LSD）中吲哚环的2,3位双键氢化的产物。